# Eva Taulois
Eva Taulois, née à Brest en 1982, est une artiste plasticienne française, qui vit et travaille entre Nantes et Brest.

## Biographie
Diplômée de l'École européenne supérieure d'art de Bretagne en 2007, Eva Taulois est une artiste et enseignante en beaux-arts. Elle tire de cette formation une connaissance des avant-gardes du XXe siècle et un fort intérêt pour la matière et la couleur, s'inscrivant dans la postérité de Sonia Delaunay et Sophie Taeuber-Arp,,. L'artiste tend également à reconsidérer la hiérarchie entre art et culture populaire.
Son travail puise dans un vocabulaire formel minimal, issu de l’abstraction géométrique et incluant des références variées à l’architecture, aux vêtements traditionnels, à l’art du patchwork, ou au design industriel,. S'intéressant d'abord à la place du vêtement dans l'espace domestique, la pratique de l'artiste questionne ensuite son usage, sa fonction sociale. Cette démarche s'inscrit dans une réflexion plus vaste sur chaque contexte sociologique, géographique et historique, dans lequel naissent ses œuvres. Il en résulte un répertoire de formes (sculpture, peinture, installations), qui mêle l’art, l’artisanat et l’industrie.
Récemment, son processus artistique prend une nouvelle forme, puisque l'artiste invite plusieurs personnes à s’associer à elle au cours d’une résidence au Centre d'art contemporain Chanot. Cette rencontre aboutit à une exposition totale, qui emprunte à tous les médiums. 
En 2020, Eva Taulois s'intéresse aux rapports entre les tuteurs utilisés dans l’arboriculture et les éléments utilisés en sculpture. Par cette recherche, elle tente de trouver un équilibre fragile entre la verticalité et l’horizontalité, pour comprendre ce qui fait tenir les choses debout. Dans le travail d’Eva Taulois, on retrouve la tension entre la règle établie qui affecte les objets, les gestes et les corps, et la possibilité de s’en affranchir.
Ses œuvres sont entrées dans les collections publiques au Frac des Pays de la Loire ou à l'Artothèque du Musée des Beaux-Arts de Brest. Certaines de ses créations sont exposées dans l'espace public, comme son œuvre pour un Busway, dans le cadre d'un partenariat entre Nantes Métropole, la Semitan et Le Voyage à Nantes en 2019.

## Expositions personnelles
- I Never Play Basketball Now, Diagonale, Montréal, Canada, 2015[10].
- Sign Of The Times, Galerie L’Atelier, Nantes, 2016.
- Un peu de soleil dans l'eau froide, en duo avec Virginie Barré, commissariat Passerelle Centre d'Art Contemporain et Documents d'Artistes Bretagne, Galerie de Rohan, Landerneau, 2016.
- La grande table, Galerie des Franciscains, École d’Arts de la ville de Saint-Nazaire, 2017.
- The Fun Never Sets, Centre d'art contemporain Les Capucins, Embrun, 16 septembre au 4 novembre 2017.
- Make Yourself Comfortable, La BF15, Lyon, 19 septembre - 10 novembre 2017[11].
- Elle parle avec des accents, Frac des Pays de la Loire, Carquefou, 2018. Cette exposition a donné lieu à une publication[12].
- Le soleil se lève à l’ouest, Centre des arts André-Malraux, Douarnenez, mai - juin 2019[13].
- Ni dans les rouges-gorges ni dans les bisons, commissariat de Madeleine Mathé, Centre d'Art Contemporain Chanot à Clamart, 21 septembre - 8 décembre 2019.

## Résidences
- « Eva Taulois et It's Our Playground », Mains d'œuvres, Saint-Ouen, septembre 2015 - mars 2016[14].

## Aides et prix
- Aide à la création, DRAC Bretagne, 2014.
- Bourse de mobilité, Institut Français / Ville de Nantes, 2015.
- Aide à la l'installation, DRAC des Pays de la Loire, 2016.